# Aleksandr Kotov

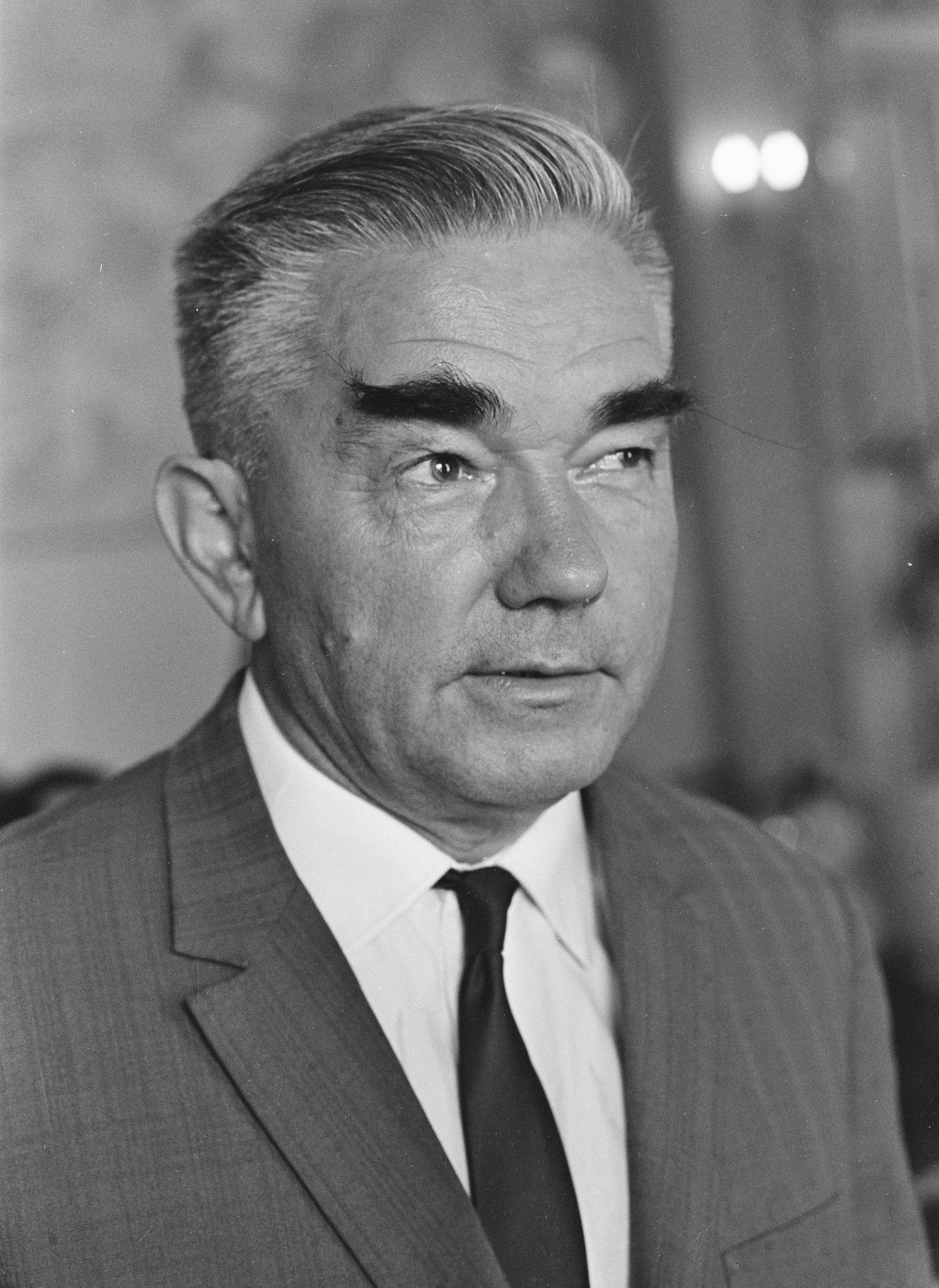
Aleksandr Kotov in 1967

Aleksandr Aleksandrovitsj Kotov (Russisch: Александр Александрович Котов) (Toela, 12 augustus 1913 – Moskou, 8 januari 1981) was een Russische schaker en auteur. Hij was een grootmeester (GM).
Hij heeft de volgende opening op zijn naam staan: 1.d4 g6 2.c4 Lg7.
In 1951 werd Kotov FIDE-grootmeester. Twee keer was hij deelnemer aan het kandidatentoernooi voor het wereldkampioenschap.
Hij bekleedde hoge posities in de Schaakfederatie van de Sovjet-Unie. De meeste van zijn boeken schreef hij tijdens de koude oorlog.
Hij heeft een aantal schaakboeken geschreven, waaronder:
- Think like a grandmaster
- Play like a grandmaster
- Train like a grandmaster

Kotov overleed op 67-jarige leeftijd.

## Levensloop
Kotov werd geboren in een arbeidersgezin in Toela, dat onderdeel uitmaakte van het Russische rijk. Hij verhuisde in 1939 naar Moskou om engineering te studeren, maar besteedde daarbij ook veel tijd aan de studie van het schaken.
- In 1939 speelde hij mee om het kampioenschap van Leningrad en eindigde hij op de tweede plaats, achter Michail Botvinnik.
- In 1941 werd hij kampioen van Moskou en in 1942 werd hij tweede na Vasili Smyslov.
- In 1948 werd hij samen met David Bronstein kampioen van de Sovjet-Unie.
- In 1950 won hij een toernooi in Venetië, boven Vasili Smyslov.
- Het eerste ooit gehouden kandidatentoernooi vond plaats in 1950. Het toernooi, gehouden in Boedapest, was bedoeld om te bepalen wie de uitdager zou worden van de toenmalig wereldkampioen Botvinnik. Kotov had zich voor dit toernooi gekwalificeerd door vierde te worden, met een score van 11.5 pt. uit 19, in het interzonetoernooi van 1948 in Stockholm. In het kandidatentoernooi behaalde Kotov 8.5 pt. uit 18.
- In 1951 verkreeg hij de titel "internationaal grootmeester".
- In 1952 won Kotov het interzonetoernooi dat werd gehouden in het Zweedse Saltsjöbaden, met 16.5 pt. uit 20, zonder een partij te verliezen, drie volle punten boven de nummers twee Tigran Petrosjan en Mark Taimanov. In het opvolgende kandidatentoernooi in Zürich behaalde hij 14 pt. uit 28, en was hij de enige die een partij wist te winnen van de toernooiwinnaar Smyslov.
- Kotov speelde voor de USSR bij de Schaakolympiades van 1952 en 1954, die beide keren door het tean werden gewonnen. Beide keren speelde hij aan het tweede reservebord; in Helsinki (1952) scoorde hij 2 pt. uit 3, in Amsterdam (1954) behaalde hij 4 pt. uit 6.
- Na 1960 speelde hij uitsluitend in toernooien buiten de Sovjet-Unie. In Hastings 1962 werd hij gedeeld eerste met Svetozar Gligorić, een half punt boven Smyslov.

## Speelstijl
Kotov had een scherpe speelstijl, hij vermeed geen complexe stellingen, en zocht de complicaties soms zelfs op. Hij had met wit een voorkeur voor de gesloten openingen, en was met zwart succesvol met de Siciliaanse verdediging.

## Kotovsyndroom
In Kotovs boek Think Like a Grandmaster uit 1971 beschrijft hij de situatie waarin een speler lange tijd diep nadenkt in een complexe stelling maar geen duidelijk plan vindt, en terwijl hij inmiddels minder tijd beschikbaar heeft snel een slechte zet doet, vaak een blunder. Dit wordt ook wel het Kotovsyndroom genoemd.